# Louis Caravaque
Louis Caravaque (* 31. Januar 1684; † 9. Juni 1754) war ein französischer Maler.

## Leben
Caravaque ist insbesondere als Porträtmaler und Maler von Historiengemälden in Russland bekannt. Er wuchs in der Gascogne auf. Nach seiner Ausbildung zum Maler in Frankreich ging er nach Russland, wo er sein weiteres Leben verbrachte. Unter anderem porträtierte er verschiedene Mitglieder der Zarenfamilie; mehrere Bilder befinden sich heute im Besitz der Moskauer Tretjakow-Galerie sowie der Eremitage in Sankt Petersburg.

## Galerie (Auswahl)

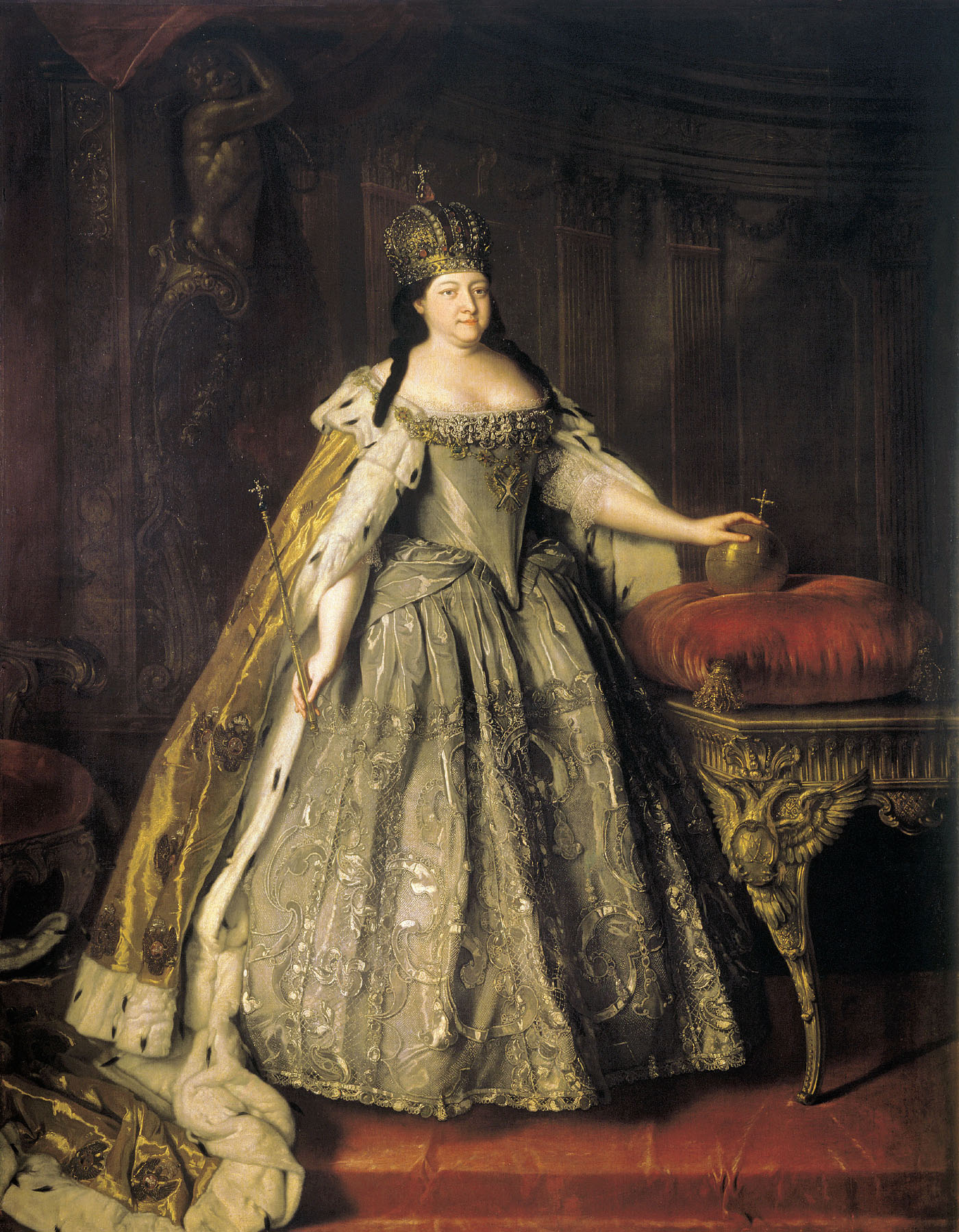
Porträt von Zarin Anna Ioannovna, 1730, gegenwärtig in der Tretjakow-Galerie in Moskau
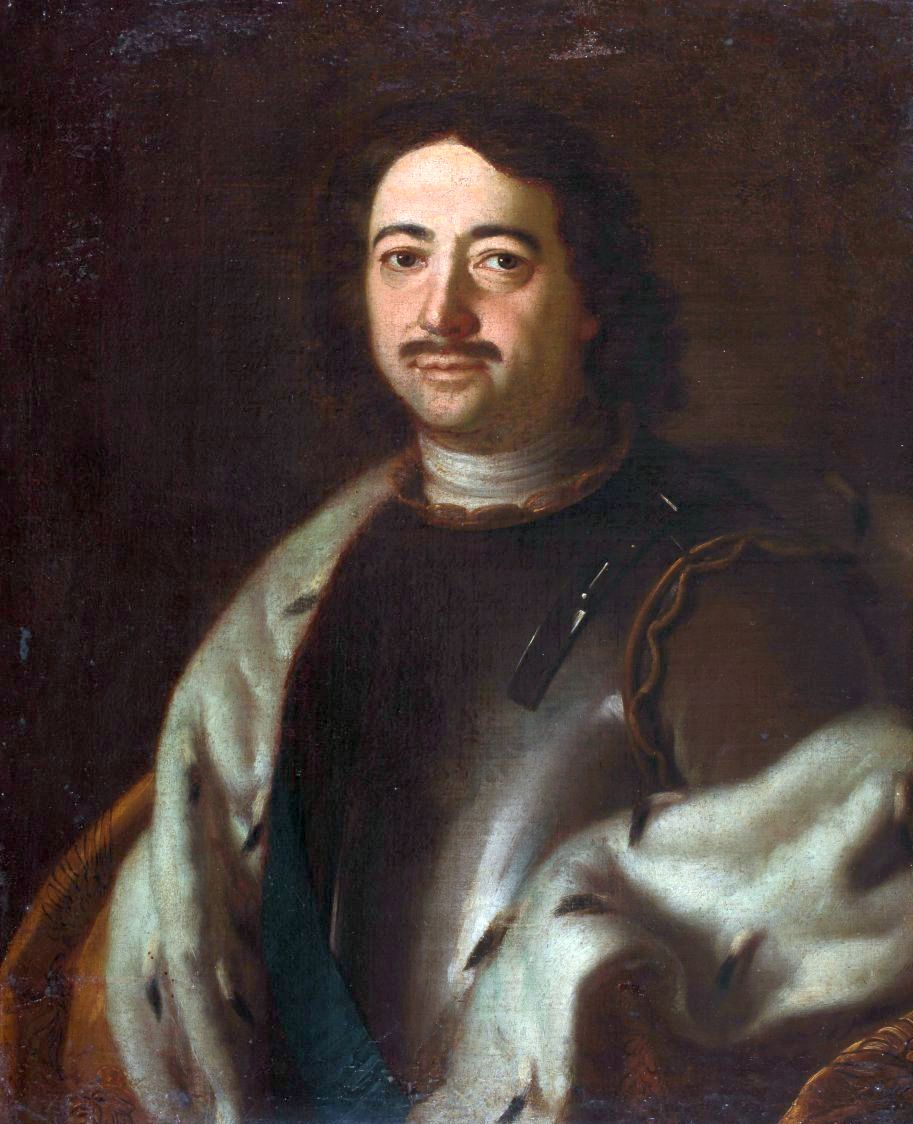
Porträt von Peter dem Großen
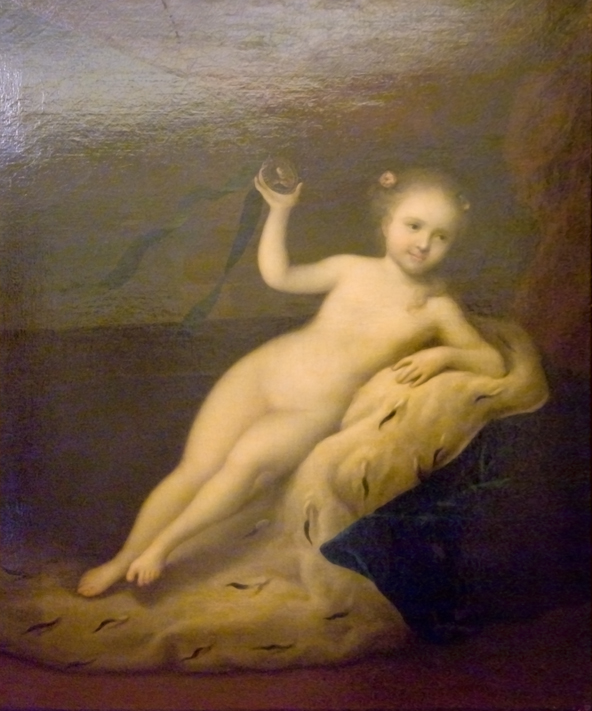
Porträt der zukünftigen Zarin Elisabeth als olympische Göttin, gegenwärtig im Russischen Museum, Sankt Petersburg
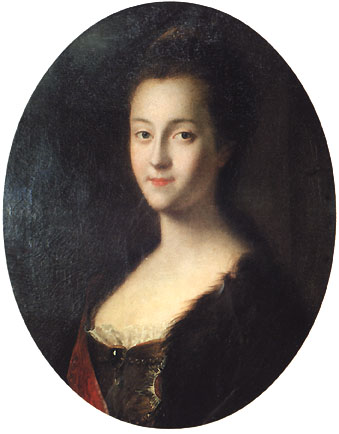
Porträt von Katharina II., 1745, gegenwärtig im Palast Gatchina
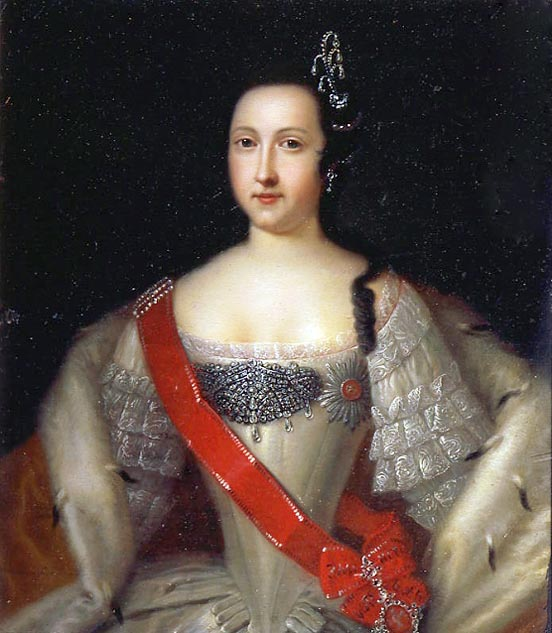
Porträt Anna Leopoldowna, nach 1733
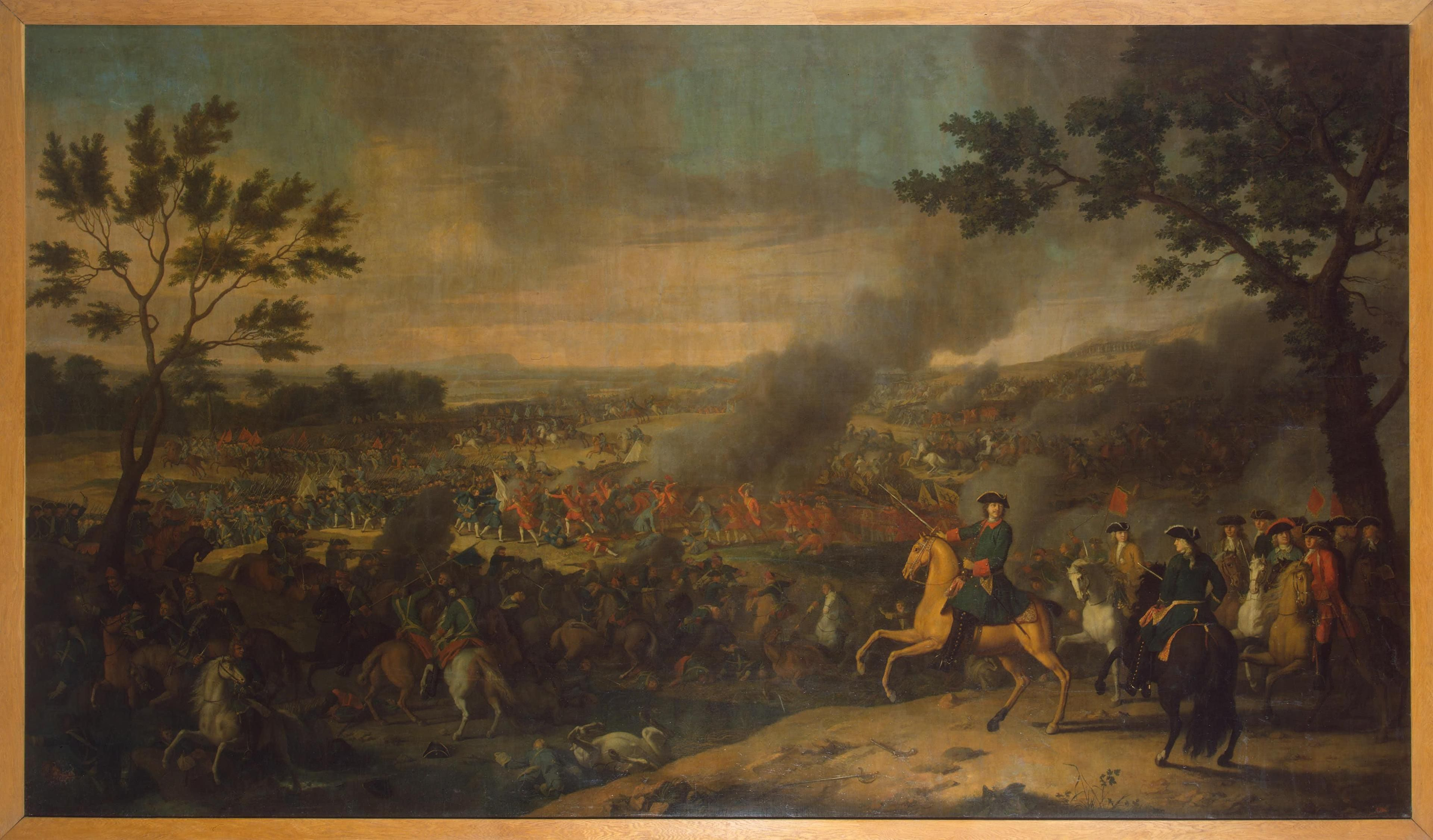
Peter der Große in der Schlacht von Poltawa